# Roberto Bodegas
Roberto Bodegas (Madrid, 3 de junio de 1933-2 de agosto de 2019) fue un director y guionista de cine español.

## Biografía
Cursó estudios de bachillerato, marina mercante y filosofía y letras.
En 1958 dirigió la sección cine amateur en el Cine Ateneo de Madrid. Un año más tarde colaboró en la Escuela Oficial de Cine.
En 1961 emigró a París, donde trabajó con directores de la talla de Serge Bourguignan, Jean Valérie, Christien Jacques, Gérard Oury, Fred Zimmerman, Dennys de la Patelliere y Jacques Deray. 
Entre 1982 y 1990 colaboró con José Luis Garci y Pilar Miró.

## Filmografía

### Cine
- Matar al Nani (1985) director
- Corazón de papel (1982) director
- Miedo a salir de noche (1980) guionista
- Libertad provisional (1976) director
- La adúltera (1975) director y coguionista
- Los nuevos españoles (1974) director y coguionista
- Vida conyugal sana (1973) director
- Españolas en París (1971) director

### Televisión
- El secreto de la porcelana (1998)
- La virtud del asesino (1998)
- Rutas de ida y vuelta (1995)
- Joc de rol (1994)

### Documentales
- 20-N: los últimos días de Franco (2008)
- Condenado a vivir (2001), sobre la vida del poeta tetrapléjico Ramón Sampedro, cinta anterior a la de Alejandro Amenábar.

## Premios y distinciones
Festival Internacional de Cine de San Sebastián
| Año  | Categoría                   | Película             | Resultado |
| ---- | --------------------------- | -------------------- | --------- |
| 1976 | Premio Perla del Cantábrico | Libertad provisional | Ganador   |

Medallas del Círculo de Escritores Cinematográficos
| Año  | Categoría         | Película           | Resultado |
| ---- | ----------------- | ------------------ | --------- |
| 1971 | Premio revelación | Españolas en París | Ganador   |